# 彼得大帝改革

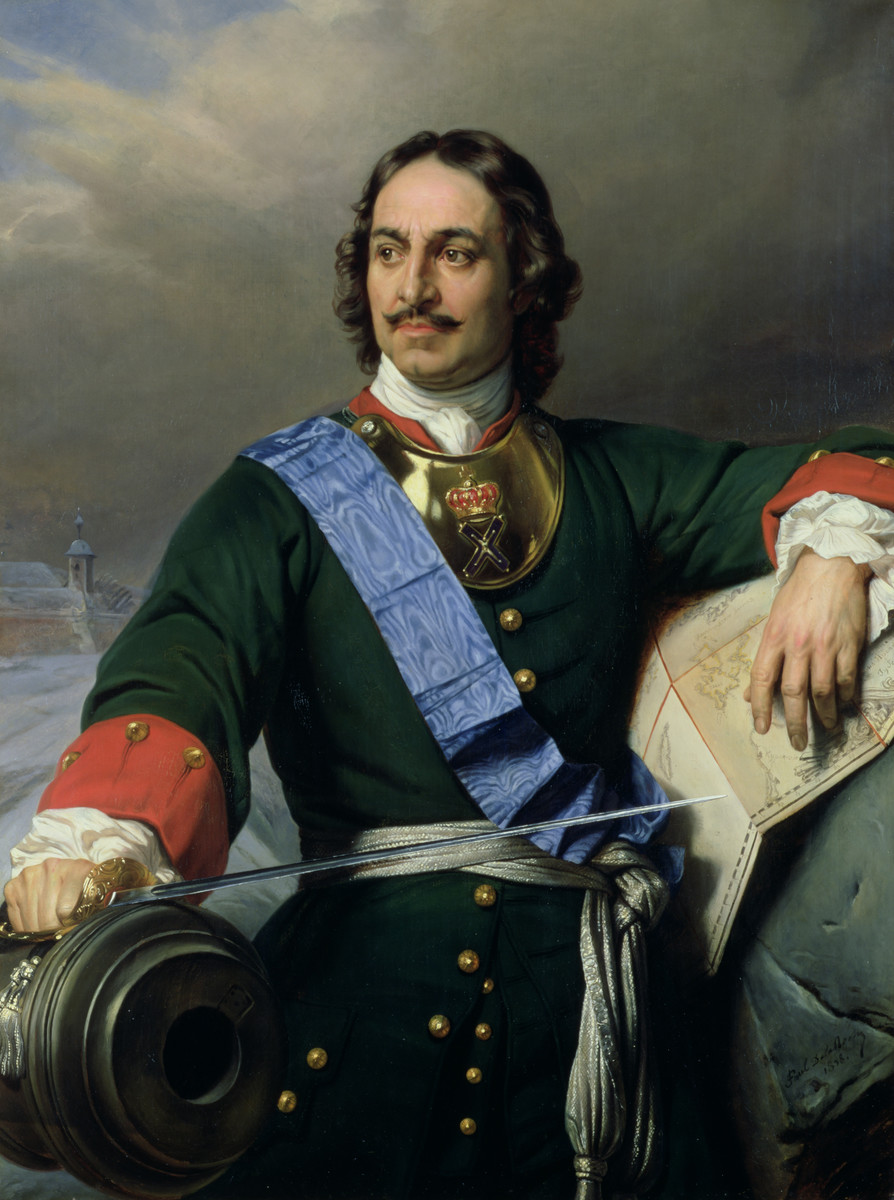
彼得大帝肖像

彼得大帝政府改革（俄语：Реформы Петра I）是指俄羅斯沙皇彼得大帝在位期間對俄國推行的政治、經濟和軍事等西化改革，為俄羅斯富國強兵打下重要基礎，也因此使彼得一世成為俄國歷史上少數被稱做大帝的君主，他在位期間亦將俄羅斯君主的頭銜由沙皇改為皇帝（俄语：Император）。

## 背景
彼得在1682年加冕為沙皇，和異母兄伊凡五世共掌國政。1696年伊凡五世過世，彼得親政後，開始在俄國一系列的改革，以西歐國家為標竿進行改革，最初改革主要是為了支持在大北方戰爭的戰事，但在戰勝之後多數具有象徵意義的改革改變整個國家國內建設以及行政體系。
在大北方戰爭期間（1700年-1721年），也就是彼得在位數年後，俄羅斯帝國開始尋求同盟以對抗瑞典，來爭奪波羅的海的控制權，這場戰爭的意義在於如果控制該地區，中歐以及東歐也就是囊中之物，大北方戰爭也是損失最慘重的戰爭之一，消耗了具有象徵性的財經資源，也是彼得繼承父祖輩行政系統後必須開始集中控制資源。在彼得大帝率領國情訪問團（Великое посольство）考察諸國政情時，他也順便和歐洲強權進行外交談判，以結合反瑞典以及鄂圖曼帝國的勢力，他周遊西歐各國以求未來一步步的帶領俄羅斯進入工業經濟的體系。儘管俄羅斯擁有相當龐大的國土以及資源，但是大部分的工廠都有效率低落的弊病，以致於經濟發展嚴重受阻。彼得堅信，他這些宏觀的改革不只是在增加本身的權力，而是會增進政府的效能並加惠於民。
彼得改革其他的目標包含了減弱波雅尔贵族的影響力，也就是削弱本土貴族的影響力：他們講究大斯拉夫主義，和彼得推行的西化運動大相逕庭。早在雷帝伊凡在位的時候貴族就被削減很多權力，也就是他們力量的核心貴族杜馬轉為沙皇的諮詢機構，仍然保有相當的政治實力；然而彼得認為這樣還是不夠，貴族依舊是西化以及改革的障礙，於是下令貴族必須納稅以及勞役，而這些稅款包含了鬍子稅。
就像現代俄羅斯大部分的立法系統，彼得改革時編輯一系列的皇家命令以解釋法令（俄语：указ，字面上的意思是“強制”），這套制度總共存在於1700年到1721年。

## 改革內容

### 行政範疇
在彼得統治期間，俄羅斯的行政體系相較於西歐國家顯得落後許多。俄羅斯長期以來採行小組行政（uyezd），大都由城市或居住的週遭地區組成，這套系統顯得資源無法均勻分配，而且笨拙得難以管理。1708年，彼得取消這個陳舊的制度，轉而建立轄省制度（guberniyas），而省分如下：莫斯科轄省、聖彼得堡轄省、基輔轄省、斯摩棱斯克轄省、伊爾庫茨克轄省、喀山轄省、亞述轄省、西伯利亞轄省。1713年，彼得諭令成立米斯巴赫（Landrats），該詞從德語演變而來、意指「國會」，而每個轄省都有設立，各省總督一共有八到十二名不等的專業公務員協助施政。
1719年，執行管理委員會（Collegia）成立，彼得大帝再次重新劃分行政區劃。新的俄羅斯轄省制度仿效瑞典，其中較大或著是政治地位較為重要的地區得到較多的自治權，其他廣闊的農村地區由國家直轄。

#### 自治制度
另外隨著18世紀俄國領土的擴張，以馬德堡法為代表的德意志城市自治制度也隨即進入俄國——彼得大帝在任時，也以該法為依據先後進行了兩次城市改革，但收效甚微。彼得大帝還採取了一系列措施吸引貴族以選舉的方式參與地方管理，並設立了貴族委員會、省政務委員會和地方警察局等機構：從表面上看這些機構似乎帶有等級自治的性質，但這並非真正的貴族等級自治，原因在於當時的俄國貴族承擔著強制性服役義務，根本不可能定居封地，其等級利益尚未完全形成。

### 職級表

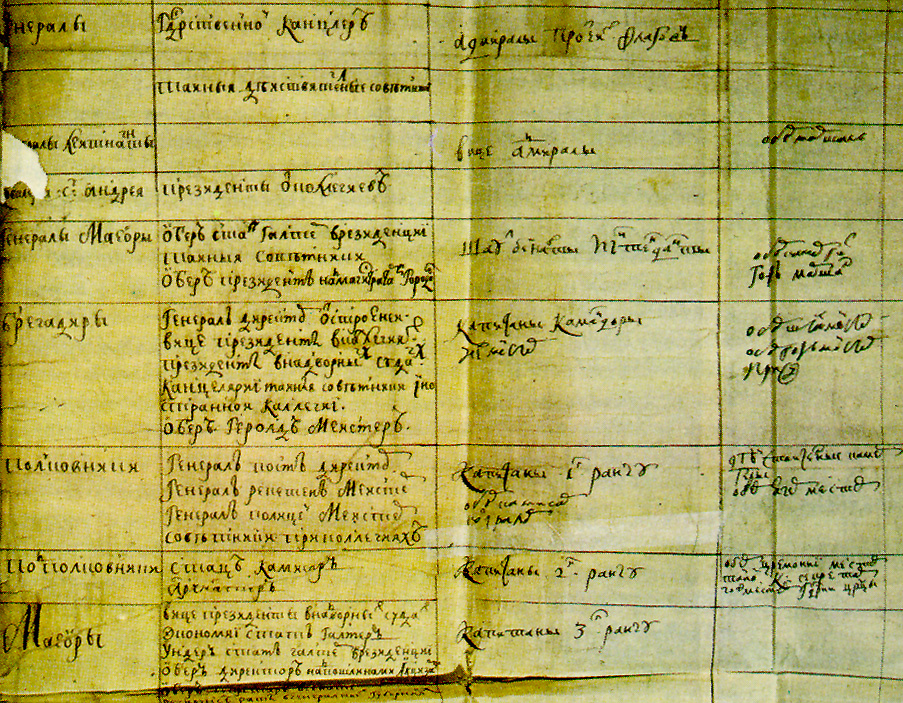
職級表

忠誠被受質疑的精英以及反對改革的貴族在1722年的聲浪達到顛峰，也就是官秩表實行的該年，一份正式的階級清單被用到俄羅斯的軍事、政府以及皇家法院，職級表混合許多頭銜與尊稱的系統而建立，每個階級都下分很多等級（I到XIV），以表示對沙皇的忠誠度的特殊等級，職級表主要用在軍隊組織，這也象徵了彼得統治時期的現代化與革新。
職級表的建立可以說是彼得改革相當大膽的措施，這直接打擊了貴族的權力，並且象徵了俄羅斯社會的改變，從前比較高的等級是世襲傳承，但職級表建立之後哪怕是個平常老百姓，也會因為辛勤的工作或高超的技藝而進入技術官僚的體系，新一代的技術官僚迅速的取代舊貴族的階級，並使俄羅斯取得人民的支持，這一套制度一路沿用到1917年俄國革命的時候。

### 金融與貿易
為了應付大北方戰爭而需要前所未見的經濟資源，如此巨大的財政赤字以及老舊的基礎建設，意味著國家無法在戰時緊迫的情況下籌出那麼多軍費，彼得的政府被經費的問題压的喘不過氣，只好由國家壟斷部分具有戰略意義的產業，例如：鹽、酒、橡木以及焦油，彼得也開始從俄羅斯的文化習俗來徵稅，例如：沐浴、垂釣、養蜂以及蓄鬍，並向紙製品課徵印花稅，然而在課徵每個新稅的時候都會出現漏洞可以鑽營，可見這些方式是不夠的。
解決的方法是新增一個廣義的人頭稅，這個稅目被用來取代向有耕地的家庭徵收家庭稅，從前幾個農戶被併成一個家庭徵收家庭稅，然而現在每個農民被徵收74戈比（貨幣單位）的稅金，而且必須以現金給付，但這比取代前的稅制更顯得沉重，使得1680年到1724年之間國庫的款項是以往的六倍之多，但“决不能由此得出结论：1724年压在农民肩上的税捐负担比1680年的要重三倍”。彼得在貿易方面採行保護主義，設置沉重的進口貿易關稅，讓俄羅斯的產品在有利的狀況下銷售。

### 階級結構
彼得的統治也使農奴喪失擁有土地所有權的意志，他堅定的推行階級分化的措施且堅信：「把農奴綁在這塊（土地）單位上，就好比市民從事貿易或手工業一般，農民是必須束縛於這塊土地之上。」彼得賦予地主相當廣泛的新權利，包含農奴未經主允許不得擅自離開農地，另外彼得向工人階級徵收相當多的稅目，使如此沉重的經濟負擔反而轉移到工人階級之上。
彼得也有少數的改革措施受到啟蒙運動的影響，例如他建立了農奴階級，也就是國家農民（state peasants），比起其他國家的農奴，他們可以向國家納稅以擁有較多的權利，並且在大城市設立國家批准的手工業商店，這個靈感來自於當時的海權強國－荷蘭，這些商店替軍隊提供工業製品，甚至在後世考據到當時的文獻，彼得的顧問團曾建議他廢除農奴，賦予農民有限自由（limited freedom）的權利，但彼得和此後的統治者擔心農奴被解放後會動搖其專制獨裁統治。而真正解放農奴、廢除農奴制的時候是在兩個世紀後的俄國革命，然而從後人的眼光看來彼得把農奴和奴隸之間的差別拉開，效果并不明显，畢竟農奴在沒地主的同意下是沒有自由的。

### 元老院
1711年2月22日彼得頒布政令成立國家新的單位元老院，所有的成員都是沙皇彼得一世所任命，這十位成員大都是一開始就與他一起結盟的同路人，元老的進退都必須要皇帝的命令才能生效，元老院無法以任何方式中止運作，是個和帝位相陪而不間斷運作的國家單位，當然在俄國革命後也隨著帝國一同赴滅。
以下是首任元老院的成員：
- 伊万木辛普希金（法官）
- 吉洪史卓辛夫（貴族）
- 普洛高理辛（王子）
- 米哈伊爾多爾戈魯科夫（王子）
- 格里戈里普寧葉尼金夫
- 格里戈里葉理斯金（王子）
- 米哈伊爾薩米洛
- 葉斯理阿普金廷
- 涅茲理米勒廷斯金
- 大元老（Ober-secretary）：阿尼希休金

### 执行管理委员会
1717年12月12日俄羅斯彼得一世建立了九個執行管理委員會（collegia），也就是俄羅斯的部會，用以取代過去行政處（Prikaz）的制度，每個委員會都設有政府首長一位，但是有時候副首長會有空缺的狀況。
總共有以下的委員會：
- 外交事務执行管理委员会。
- 國家收入执行管理委员会（Kamer-kollegiia），或稱作稅捐执行管理委员会或歲入执行管理委员会。
- 司法执行管理委员会，或稱作審判执行管理委员会。
- 預算执行管理委员会（Revizion-kollegiia），或稱作調整執行管理委員會、審計執行管理委員會。
- 戰爭執行管理委員會
- 海軍執行管理委員會
- 商務執行管理委員會
- 國家發展執行管理委員會
- 工業執行管理委員會

## 影響
彼得改革是在他繼任沙皇的前幾年，在莫斯科大公國時期的國家功能被侷限在軍事防禦、徵稅以及執法，相較於彼得在位的時候立法的項目幾乎無所不管了，他的影響層面幾乎包含了生活的各個層面，改革的成功使俄羅斯取得大北方戰爭的勝利，收入以及生產力的提升，而且还提升了俄羅斯整個國家的戰爭機器，然而彼得更重要的影響是建立了一個「秩序良好的法制國家」：進一步的法治化和加強了俄羅斯的專制統治，這一次的嘗試还影響了之後蘇聯以及俄羅斯聯邦的公共制度，例如莫斯科國立大學，他們統治时受到的啟發大多都是源自於彼得的統治。

## 註解
1. ↑  Vernadsky, pg. 230
2. ↑  Vernadsky, pg. 231
3. ↑  徐华, 曹维安. 俄国历史上的贵族等级自治[J]. 俄罗斯东欧中亚研究, 2016 (3): 107-122.的存檔，存档日期2023-05-03.
4. ↑   Raeff, Reformer or Revolutionary? pg. 36
5. ↑  Riasonovsky, pg. 231
6. ↑  《彼得大帝》.尼·伊·帕甫连科（著）斯庸（译）。国际文化出版公司.P310
7. ↑  Sumner, The Emergence of Russia pg. 158
8. ↑  Raeff, Peter the Great Changes Russia pg. 68
9. ↑  Bushkovitch, pp. 377-78.
10. ↑  Raeff, Peter the Great Changes Russia pg. 50
11. ↑  Cracraft, pg. 64